# Julio César Britos
Julio César Britos Vázquez (Montevideo, 18 maggio 1926 – 27 marzo 1998) è stato un calciatore uruguaiano di ruolo attaccante, campione del mondo nel 1950 con la Nazionale uruguaiana.

## Carriera
Britos a livello di club giocò per il Peñarol e per il Real Madrid.
Conta 12 presenze e 6 gol con la Nazionale uruguaiana, con cui esordì il 2 dicembre 1947 contro la Colombia (2-0).
Fece parte della selezione che partecipò al Campeonato Sudamericano de Football del 1947, dove segnò 3 gol, e di quella che vinse i Mondiali nel 1950, dove tuttavia non scese mai in campo.

## Palmarès

### Nazionale
- Campionato mondiale: 1

Brasile 1950